# غلوريا سكوت
غلوريا سكوت (بالإنجليزية: Gloria Scott)‏ هي مغنية أمريكية، ولدت في 26 فبراير 1946 في بورت أرثر في الولايات المتحدة.

## وصلات خارجية
- غلوريا سكوت على موقع ميوزك برينز (الإنجليزية)
- غلوريا سكوت على موقع أول ميوزيك (الإنجليزية)
- غلوريا سكوت على موقع ديسكوغز (الإنجليزية)